# بالدورز گیت ۳
بالدورز گیت ۳ (به انگلیسی: Baldur's Gate 3) یک بازی ویدئویی به سبک نقش‌آفرینی است که توسط لاریان استودیوز ساخته و منتشر شده‌است. این سومین قسمت اصلی از مجموعه بازی‌های بالدورز گیت بعد از بالدورز گیت ۲: سایه‌های آمن است که با الهام از جهان بازی رومیزی سیاه‌چال‌ها و اژدهایان ساخته شده‌است. نسخهٔ اولیه به صورت دسترسی زودهنگام در ۶ اکتبر ۲۰۲۰، برای مایکروسافت ویندوز، مک‌اواس، و اِستِیدیا عرضه شد. بازی تا زمان انتشار کامل آن برای ویندوز در تاریخ ۳ اوت ۲۰۲۳، در حالت دسترسی زودهنگام باقی ماند. نسخهٔ کنسول پلی‌استیشن ۵ در ۶ سپتامبر ۲۰۲۳ منتشر شد، و نسخه مک‌اواس اندکی پس از آن در ۲۲ سپتامبر همان سال عرضه شد. همچنین نسخه ایکس‌باکس سری اکس و سری اس این بازی در ماه دسامبر سال ۲۰۲۳ میلادی منتشر شد .
بالدورز گیت ۳ با واکنش‌های مثبتی از سوی منتقدان همراه بود، که روند بازی، روایت، و کیفیت تولید آن مورد تحسین قرار گرفت. این بازی به دلیل داشتن آزادی عمل بسیار بالا در انتخاب دیالوگ ها و چگونگی پیشروی هر بخش از بازی ، با واکنش های مثبتی از سوی منتقدین همراه شد . همچنین این بازی با دارا بودن حدود ۱۷۰۰۰ پایان ، بیشترین تنوع پایانی در تاریخ بازی های رایانه ای را داراست. این بازی برندهٔ جوایز متعددی از سوی مراسم مختلف مانند جوایز بازی بفتا ، گلدن جوی استیک ، دایس ، گیم آواردزو GDC شد و به اولین بازی در تاریخ تبدیل شد که توانست این پنج جایزه را در یک سال باهم بگیرد .